# Gliese 223.2
Gliese 223.2 (GJ 223.2 / LHS 32 / G 99-44 / WD 0552-041) es una enana blanca de magnitud aparente +14,45 situada en la constelación de Orión.
De acuerdo a su paralaje —0,155 segundos de arco—, Gliese 223.2 se encuentra a 21,0 años luz de distancia, siendo una de las 100 estrellas más próximas al sistema solar.
Las estrellas más cercanas a Gliese 223.2 son Gliese 205 y G 99-49, respectivamente a 3,11 y 4,25 años luz. La brillante Tabit (π3 Orionis) se encuentra a 9,3 años luz de distancia.
Gliese 223.2 es una enana blanca de tipo espectral DZ9, indicando una atmósfera rica en metales puesta de manifiesto por la presencia de líneas espectrales de dichos elementos.
Estudios fotométricos estiman su temperatura efectiva en 5509 K, mientras que cálculos de modelos atmosféricos en donde se incluyen metales e hidrógeno —y no una composición de helio puro— dan como resultado una temperatura significativamente menor, de aproximadamente 4300 K.
Gliese 223.2 tiene una masa aproximada de 0,80 masas solares y su edad como enana blanca se estima en 6820 ± 20 millones de años.